# Marquis de Sade
Marquis de Sade è un film del 1996 diretto da Gwyneth Gibby.
È un film drammatico a sfondo storico con Nick Mancuso, Janet Gunn e John Rhys-Davies. Ambientato in Francia durante il XVII secolo, è basato sulle vicende di una donna, Gwyneth Gibb, che indagando sulla scomparsa della sorella incrocia il suo cammino investigativo col il noto marchese de Sade (interpretato da Mancuso). Il film è conosciuto anche con il titolo Dark Prince.

## Trama
Nella seconda metà del Settecento l'intera cerchia di intellettuali di Francia (gli illuministi) sono scandalizzati assieme all'imperatore Napoleone Bonaparte per la pubblicazione di saggi, racconti e novelle pornografici e che superano i limiti della sodomia, pubblicati dal noto Marchese De Sade. Proprio a causa della creazione di nuovi romanzi, tra i quali Le 120 giornate di Sodoma, De Sade viene arrestato e imprigionato. Ma anche in carcere l'uomo non si arrende e continua a pubblicare le sue opere, finché, malato non sopraggiunge la morte.

## Produzione
Il film, diretto da Gwyneth Gibby su una sceneggiatura di Craig J. Nevius, fu prodotto da Anatoly Fradis e Felix Kleiman per la AFRA Film Enterprises, la Etalon film, la Mosfil'm e la New Horizons.

## Distribuzione
Il film fu distribuito negli Stati Uniti nel 1996 dalla Concorde Pictures con il titolo Marquis de Sade. È stato distribuito anche in Romania con il titolo Marchizul de Sade.

## Promozione
Le tagline sono:
- "Love is an illusion. Pain is reality.".
- "The most impure tale ever told...".